# An Education
An Education (dt.: „Eine Ausbildung“) ist ein britisches Coming-of-Age-Filmdrama von Lone Scherfig aus dem Jahr 2009. Das Drehbuch von Nick Hornby beruht auf dem gleichnamigen autobiografischen Buch der Journalistin Lynn Barber.

## Handlung
Die 16-jährige Jenny lebt Anfang der 1960er Jahre in London. Das Mädchen aus der Vorstadt wird von ihren konservativen Eltern zu guter Schulbildung angehalten, um später in Oxford zu studieren. Nach einer Probe für ein Schulkonzert wird sie von dem Lebemann David Goldman bei strömendem Regen an der Bushaltestelle aufgelesen. David, Anfang dreißig, bringt Jenny in seinem Sportwagen, einem Bristol 405, nach Hause und umwirbt sie fortan. Zusammen mit ihm und seinem Freund und Geschäftspartner Danny sowie dessen Freundin Helen lernt Jenny erstmals das Leben der Oberschicht kennen und wird in Jazzbars und Konzerte mitgenommen, zu Auktionen und Hunderennen.
Der große Altersunterschied macht Jennys Eltern nicht misstrauisch, denn David gelingt es immer wieder, sie mit Menschenkenntnis, Gespür für Situationen, Charme und Redetalent für sich und seine Pläne zu begeistern, so dass die Eltern Jenny sogar ein gemeinsames Wochenende mit ihm allein erlauben. Hierbei erlebt Jenny, dass sich David und Danny ihren Lebensstil unter anderem durch Diebstähle finanzieren, und versucht daraufhin, sich von David zu trennen. Dieser schafft es jedoch, Jenny von der Richtigkeit ihres Tuns zu überzeugen und gewinnt sie zurück.
An ihrem siebzehnten Geburtstag gelingt David der Geniestreich – diesmal schon mit Jennys Unterstützung – ihre Eltern zu einer gemeinsamen Reise nach Paris einzuladen und sie dennoch davon abzubringen, mitzufahren. Dort planen die beiden dann ihre erste gemeinsame Nacht.
Zurück in London macht David ihr einen Heiratsantrag, den sie mit ihren Eltern bespricht. Jennys Vater stimmt umgehend zu, er sieht nun sogar das Oxford-Studium seiner Tochter als überflüssig an, da er sie versorgt glaubt. Jenny verlobt sich mit David und beendet ihre Schulausbildung. Den Sinn einer guten Ausbildung hinterfragt sie im Gespräch mit der Schuldirektorin und treibt diese mit Davids Art der Argumentation in die Enge.
In Davids Auto findet Jenny einen Stapel Briefe, adressiert an „Mr. und Mrs. Goldman“, und begreift, dass er bereits verheiratet ist. Sie verlangt von David, dies ihren Eltern selbst einzugestehen sowie sich von seiner Frau zu trennen, David lässt jedoch die von Jenny gesetzte Frist verstreichen.
Jenny sucht nun Davids Frau auf, von der sie erfährt, dass er bereits mehrfach Geliebte vor ihr hatte. Den Versuch des Vaters, die Angelegenheit für Jenny zu klären, weist diese empört zurück. Sie entschließt sich, das letzte Schuljahr nachzuholen und geht zur Direktorin ihrer alten Schule, die jedoch Jennys Anliegen ablehnt. Daraufhin wendet sich Jenny an ihre ehemalige Englischlehrerin, die ihr gerne dabei hilft, den Schulabschluss nachzuholen. Schließlich bekommt sie aus Oxford die Zulassung für ihr Literaturstudium.

## Kritiken
Die Kritiken für den Film fielen größtenteils positiv aus, einige Kritiker äußerten sich allerdings negativ über antisemitische Tendenzen des Films. So schreibt das Jewish Journal in seiner Filmbesprechung, An Education packe alte anti-semitische Botschaften in ein neues, hübsches Päckchen („An Education“ wraps old, anti-Semitic messages in a pretty new package). Auch Maurice Lahde bemängelt auf critic.de: Unter dem Schutz dieser Beiläufigkeit präsentiert der Film dann aber so ziemlich jedes antisemitische Klischee, das sich denken lässt.
Die Zeitschrift Cinema bewertet den Film hingegen als „brillant gespieltes Emanzipationsdrama, das sich als Hymne auf die Freigeistigkeit entpuppt“.
Julian Hanich schrieb im Berliner Tagesspiegel: Herausragend: Alfred Molinas kleinbürgerlicher Vater und Carey Mulligan als Jenny, die mit ihrer forcierten Grübchen-Offensive manchmal an Audrey Hepburn erinnert. „An Education“ ist das, was die Amerikaner middlebrow nennen: kluge Unterhaltung, die den Zuschauer kompromisslos von jeglicher Überforderung fernhält.
Die Filmseite Moviepilot bewertet den Film als unterhaltsames, empfehlenswertes Kinoerlebnis, kritisiert jedoch das Ende, das zum Einen viel zu abrupt [kommt], so dass es dem Zuschauer schwerfällt, sich darauf einzulassen. Zum Anderen verkehrt es die Aussage des Films ins Negative.

## Hintergrund
Für die Rolle des Danny war zunächst Orlando Bloom vorgesehen, dieser musste jedoch wegen Terminschwierigkeiten absagen und wurde durch Dominic Cooper ersetzt. Seine Weltpremiere hatte der Film auf dem Sundance Film Festival im Januar 2009.
In Deutschland wurde er erstmals während der Berlinale 2009 in der Reihe Berlinale Special gezeigt.

## Auszeichnungen und Nominierungen

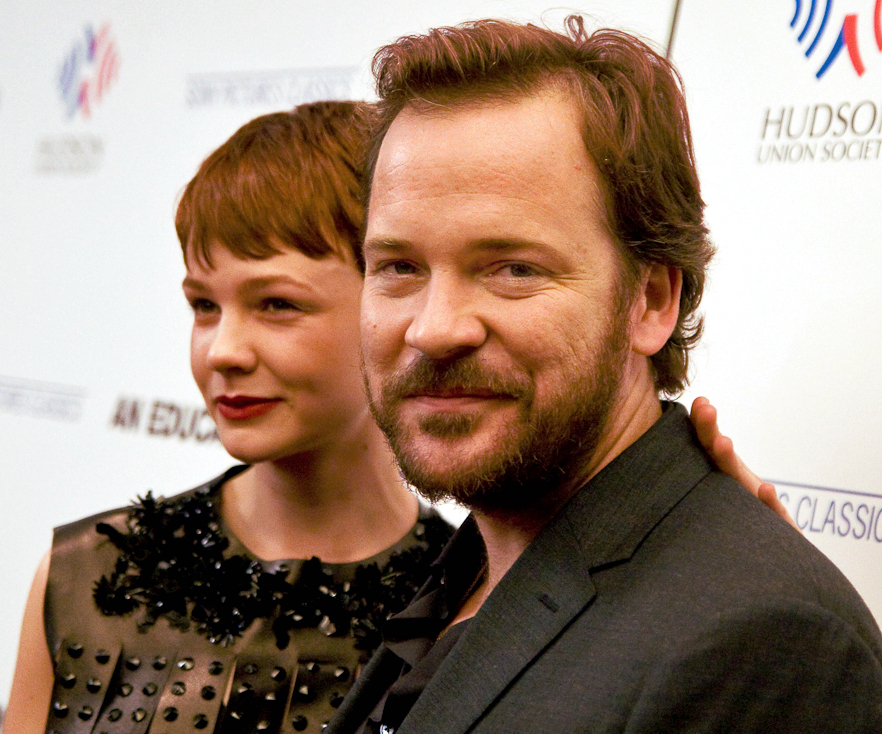
Die Hauptdarsteller Carey Mulligan und Peter Sarsgaard bei der Premiere des Films im Oktober 2009 in New York City.

| Preis                             | Kategorie                                                    | Nominiert                 | Ergebnis    |
| --------------------------------- | ------------------------------------------------------------ | ------------------------- | ----------- |
| British Independent Film Awards   | Bester britischer Independent-Film                           | -                         | Nominierung |
| British Independent Film Awards   | Bester Regisseur eines britischen Independent-Films          | Lone Scherfig             | Nominierung |
| British Independent Film Awards   | Bestes Drehbuch                                              | Nick Hornby               | Nominierung |
| British Independent Film Awards   | Beste Hauptdarstellerin in einem britischen Independent-Film | Carey Mulligan            | Gewonnen    |
| British Independent Film Awards   | Beste Nebendarstellerin                                      | Rosamund Pike             | Nominierung |
| British Independent Film Awards   | Bester Nebendarsteller                                       | Alfred Molina             | Nominierung |
| Critics Choice Awards             | Bester Film                                                  | -                         | Nominierung |
| Critics Choice Awards             | Beste Hauptdarstellerin                                      | Carey Mulligan            | Nominierung |
| Critics Choice Awards             | Bestes Drehbuch                                              | Nick Hornby               | Nominierung |
| Critics Choice Awards             | Bester Nebendarsteller                                       | Alfred Molina             | Nominierung |
| Golden Globe Awards 2010          | Beste Hauptdarstellerin – Drama                              | Carey Mulligan            | Nominierung |
| Independent Spirit Awards         | Bester ausländischer Film                                    | -                         | Gewonnen    |
| London Critics Circle Film Awards | Britischer Film des Jahres                                   | -                         | Nominierung |
| London Critics Circle Film Awards | Beste Hauptdarstellerin                                      | Carey Mulligan            | Nominierung |
| London Critics Circle Film Awards | Beste britische Schauspielerin                               | Carey Mulligan            | Gewonnen    |
| London Critics Circle Film Awards | Beste britische Nebendarstellerin                            | Rosamund Pike             | Nominierung |
| London Critics Circle Film Awards | Beste britische Nebendarstellerin                            | Olivia Williams           | Nominierung |
| London Critics Circle Film Awards | Bester britischer Nebendarsteller                            | Alfred Molina             | Nominierung |
| National Board of Review          | National Board of Review: Top Ten Films                      | -                         | Gewonnen    |
| National Board of Review          | Beste Hauptdarstellerin                                      | Carey Mulligan            | Gewonnen    |
| Satellite Awards                  | Bester Film                                                  | -                         | Nominierung |
| Satellite Awards                  | Bestes adaptiertes Drehbuch                                  | Nick Hornby               | Nominierung |
| Satellite Awards                  | Beste Regie                                                  | Lone Schrefig             | Nominierung |
| Satellite Awards                  | Beste Hauptdarstellerin – Drama                              | Carey Mulligan            | Nominierung |
| Satellite Awards                  | Bester Nebendarsteller                                       | Alfred Molina             | Nominierung |
| Sundance Film Festival            | Publikumspreis – Bester ausländischer Spielfilm              | -                         | Gewonnen    |
| Sundance Film Festival            | Beste Kamera – Ausländischer Spielfilm                       | John De Borman            | Gewonnen    |
| Sundance Film Festival            | Preis der Jury – Bester ausländischer Spielfilm              | -                         | Nominierung |
| Screen Actors Guild Awards 2010   | Beste Hauptdarstellerin                                      | Carey Mulligan            | Nominierung |
| Screen Actors Guild Awards 2010   | Bestes Schauspielensemble                                    | -                         | Nominierung |
| British Academy Film Awards 2010  | Bester Film                                                  | -                         | Nominierung |
| British Academy Film Awards 2010  | Bester britischer Film                                       | -                         | Nominierung |
| British Academy Film Awards 2010  | Beste Regie                                                  | Lone Scherfig             | Nominierung |
| British Academy Film Awards 2010  | Beste Hauptdarstellerin                                      | Carey Mulligan            | Gewonnen    |
| British Academy Film Awards 2010  | Bester Nebendarsteller                                       | Alfred Molina             | Nominierung |
| British Academy Film Awards 2010  | Bestes adaptiertes Drehbuch                                  | Nick Hornby               | Nominierung |
| British Academy Film Awards 2010  | Beste Kostüme                                                | Odile Dicks-Mireaux       | Nominierung |
| British Academy Film Awards 2010  | Beste Maske                                                  | Elizabeth Yianni-Georgiou | Nominierung |
| Oscarverleihung 2010              | Bester Film                                                  | -                         | Nominierung |
| Oscarverleihung 2010              | Beste Hauptdarstellerin                                      | Carey Mulligan            | Nominierung |
| Oscarverleihung 2010              | Bestes adaptiertes Drehbuch                                  | Nick Hornby               | Nominierung |